# Pyrgophyllum
Pyrgophyllum es un género de plantas con flores perteneciente a la familia Zingiberaceae con una sola especie, Pyrgophyllum yunnanensis.
- Datos: Q10355591
- Especies: Pyrgophyllum